# 田島美美
田島美美（日语：／ Tajima Mimi，8月30日—），日本漫画家，作品以少女漫畫為主。千葉縣出身。血型O型。

## 作品列表
- 青澀戀人（集英社、MARGARET COMICS（日语：マーガレットコミックス）、全2卷）台灣東立出版社代理
- 1/4的戀情（集英社、《瑪格麗特》、MARGARET COMICS、全10卷）台灣東立出版社代理
- 草莓頻道（集英社、《瑪格麗特》、MARGARET COMICS、全7卷）台灣東立出版社代理
- 校園時光（日语：学校のおじかん）（集英社、《瑪格麗特》2003年19号 - 2008年24号、MARGARET COMICS、全17卷）台灣東立出版社代理
- 非你莫屬（集英社、《瑪格麗特》2009年 - 2012年1号[2]、MARGARET COMICS、全9卷）台灣東立出版社代理
- 青春所在地（集英社、《瑪格麗特》2012年9号[3] - 2013年7号[4]、MARGARET COMICS、全3卷）台灣東立出版社代理
- 東南角部屋（日语：東南角部屋）（集英社、《Cocohana（日语：Cocohana）》2013年9月号[5] - 2014年11月号、MARGARET COMICS、全3卷）台灣東立出版社代理
- 我的上司（集英社、《Cocohana》2015年5月号[6] - 2018年4月号、MARGARET COMICS、全8卷）台灣東立出版社代理
- （集英社、《Cocohana》2018年10月号[7] - 2020年8月号[8]、MARGARET COMICS、全5卷）
- （集英社、《Cocohana》2021年1月号[9] - 連載中、MARGARET COMICS、已發行2卷）

### 畫集
- 東日本大震災チャリティー漫画本 PARTY! SORA[10]（2011年8月5日發售[11]、MEDIA PAL、ISBN 978-4-89610-202-4）
  - 君じゃなきゃダメなんだ〜悩める男子!桐谷兄弟〜[12]